# Phylloptera verruculosa
Phylloptera verruculosa är en insektsart som beskrevs av Piza Jr. 1977. Phylloptera verruculosa ingår i släktet Phylloptera och familjen vårtbitare. Inga underarter finns listade i Catalogue of Life.